# Dakis Joannou
Dakis Joannou (griechisch Δάκης Ιωάννου, * 1939 in Nikosia, Zypern) ist ein zyprischer Industrieller und Unternehmer, der in Athen lebt. Bekannt wurde er vor allem als Kunstsammler und besitzt eine der wichtigsten Sammlungen zeitgenössischer Kunst weltweit.

## Leben
Ioannou studierte am Athens College und schloss ein Studium des Bauingenieurwesens an der Cornell University ab. Ferner erwarb er den Master an der Columbia University und promovierte in Architektur an der Universität Rom. Anschließend stieg er in die Baufirma J&P ein, welche sein Vater gemeinsam mit George Paraskevaides gegründet hatte. Dakis Joannou trieb die Expansion des zuvor lokalen Unternehmens zu einem regionalen Baukonzern voran.
Joannou ist Präsident des Internationalen Direktoren-Konzils der Solomon R. Guggenheim Foundation, Mitglied der Vermögensverwaltung des New Museum of Contemporary Art, New York sowie Mitglied des internationalen Konzils des Museum of Contemporary Art, Los Angeles, und der Tate Gallery.

## Kunstsammlung
Ioannou gilt als wichtigster Förderer des Werks von Jeff Koons, dessen größte Sammlung er mittlerweile besitzt. Das erste Bild von Koons kaufte er 1985 für 2.700 $. Darüber hinaus beinhaltet die Sammlung Werke von: Vanessa Beecroft, Cai Guo-Qiang, Maurizio Cattelan, Matt Greene, Ralf Ziervogel, Mike Kelley, Joseph Kosuth, Liza Lou, Miltos Manetas, Yinka Shonibare, Kara Walker und Christopher Wool.
Ioannou stellt seine Werke Museen häufig kostenlos zur Verfügung und fördert junge Künstler u. a. durch Ankauf ihrer Werke. In beiden Tätigkeiten sehen Kritiker eine Einflussnahme auf den freien Kunstbetrieb, ebenso in seiner jüngsten Tätigkeit als Leihgeber einer Ausstellung des New Museum of Contemporary Art. Joannou überlässt zwar Jeff Koons, der auch der Kurator ist, die Auswahl. Joannou ist aber gleichzeitig auch ein Finanzier des Museums. Zusätzlich gilt als unwahrscheinlich, dass er Teile seiner Sammlung verkauft. Trotzdem wird sein Engagement als Vereinnahmung eines öffentlichen Museums gesehen.
Dakis Joannou gründete die Kunststiftung DESTE (griech. für: schaut), welche ihren Sitz in Nea Ionia bei Athen hat.

## Ausstellungen (Auswahl)
- Traum & Trauma – Werke aus der Sammlung Dakis Joannou, MUMOK Wien (29. Juni bis 4. Oktober 2007)
- Skin Fruit: Selections from the Dakis Joannou Collection